# Raimondo Nonnato
Raimondo Nonnato, in catalano Ramon Nonat (Portell, 1200/1204 – Cardona, 31 agosto 1240), fu un religioso spagnolo appartenuto all'Ordine mercedario; è venerato come santo dalla Chiesa cattolica e talvolta ricordato erroneamente anche come cardinale.

## Biografia
Raimondo fu soprannominato Nonat ("non nato") perché, secondo la tradizione, venne estratto dal corpo della madre, che era morta il giorno precedente, utilizzando un'arma da taglio (quello che oggi potrebbe ricordare un parto cesareo). Ciò sarebbe accaduto a Portell, nella regione catalana di Lleida, nell'anno 1204. Raimondo era imparentato con la nobile famiglia dei Cardona e sarebbe stato proprio il signore di Cardona che, con la sua spada o daga, avrebbe fatto nascere il bambino.
Nella sua gioventù era pastore, e portava il gregge fino ad una cappella in cui si venerava la Vergine. Più tardi, sentì parlare di Pietro Nolasco e del fatto che questi cercasse uomini per fondare un "Ordine dei Cavalieri della Mercede", con lo scopo di riscattare i cristiani fatti prigionieri dei musulmani. Raimondo decise di entrare a far parte dell'Ordine, e vi fece il suo ingresso a ventun anni.
Ormai mercedario, intraprese diversi viaggi per riscattare prigionieri. Tra questi viaggi se ne ricordano soprattutto tre: uno a Valencia, ancora in mano ai musulmani, nel 1224, dove liberò 233 schiavi; un secondo ad Algeri, con 140 schiavi riscattati, e un altro ad Algeri, con altri 150 riscattati. In una di queste missioni ad Algeri, si offrì come ostaggio al posto di un prigioniero. Poiché in prigione continuava a predicare e a convertire musulmani, la tradizione racconta che le guardie, per impedirglielo, forarono le sue labbra e le chiusero con un lucchetto.
Raimondo venne riscattato dal suo stesso Ordine, e ritornò a Barcellona nel 1239. Morì poco dopo, nel 1240, nel castello di Cardona, dove si era fermato in un viaggio verso Roma. Sentendosi in un punto di morte, avrebbe chiesto l'eucaristia, e poiché il prete tardava a venire, sarebbe stato Gesù Cristo stesso a dargli la comunione.

## Il culto

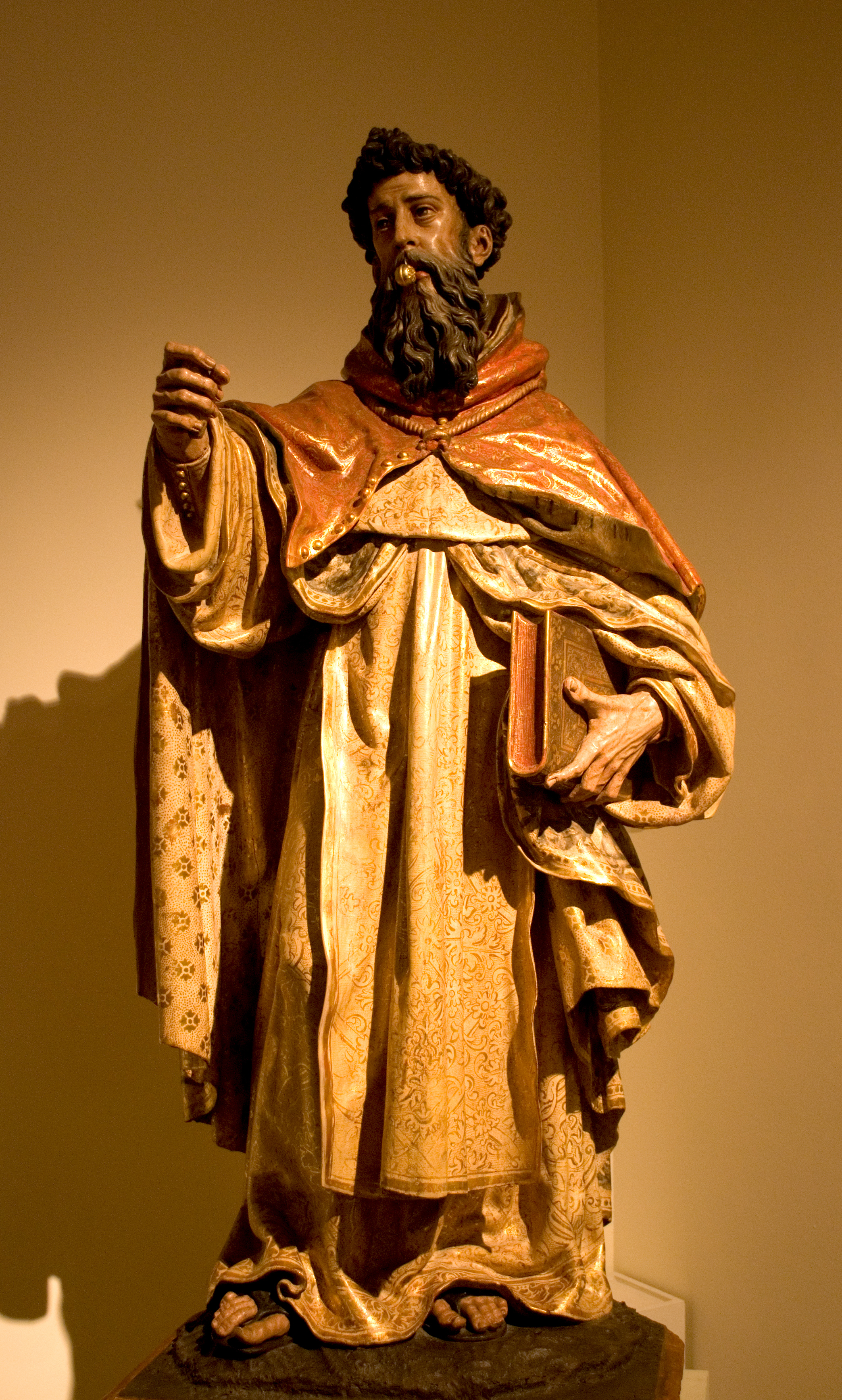
San Ramon Nonat, scultura di Juan de Mesa (1626-1627), Museo delle Belle Arti di Siviglia

Sembra che Raimondo fosse oggetto della venerazione dei fedeli già al momento della sua morte. È possibile che il suo culto fosse stato già autorizzato da Benedetto XIII, citato nell'atto di beatificazione di papa Urbano VIII del 9 maggio 1626.
Il 7 agosto 1657 Alessandro VII ordinò che il suo nome venisse incluso nel Martirologio Romano e Clemente IX volle che il suo culto venisse esteso a tutta la cattolicità (13 agosto 1669).
Il 10 marzo 1681 papa Innocenzo XI fissò la sua memoria liturgica al 31 agosto.
La sua tomba venne distrutta e il cadavere bruciato durante la Guerra civile spagnola. Anche alcune reliquie che erano conservate a parte, nel 2007 sono state rubate e se ne sono perse le tracce.

## Storicità
La reale esistenza storica di Raimondo Nonnato è stata messa in dubbio più volte dagli storici. Lo studioso catalano Antoni Pladevall Font ritiene che egli non sia mai esistito e che si tratti di uno sdoppiamento della figura di san Raimondo di Peñafort, uno dei fondatori dell'Ordine della Mercede, alla quale si aggiunsero in seguito alcuni dettagli della vita del frate mercedario Ramon di Blanes, il primo martire dell'Ordine, ucciso a Granada. Il dettaglio della chiusura della bocca con un lucchetto compare anche nelle leggende su Raimondo Lullo.
In effetti, la maggior parte dei dati che si conoscono su san Raimondo Nonnato provengono dall'agiografia che, senza citare alcuna fonte, scrisse di lui il mercedario Francisco Zume (1540-1607) e che fu copiata praticamente alla lettera nell'atto di canonizzazione del 1626.
Spesso si racconta che papa Gregorio IX lo voleva nominare cardinale diacono di Sant'Eustachio nel 1239, ma che Raimondo non sarebbe riuscito ad arrivare a Roma (per questo motivo l'iconografia è solita raffigurarlo con il cappello cardinalizio). Lo storico Agostino Paravicini Bagliani ha dimostrato che ciò non è vero e che Raimondo Nonnato non fu mai cardinale: il cardinale nominato dal papa nel 1239 per quel titolo fu Robert Somercotes: è provato che questo chierico inglese abbia firmato con il suo titolo cardinalizio tutta la documentazione papale tra il 1239 (anno della morte del precedente titolare di Sant'Eustachio, Guy de Durham, pure lui inglese) e il 1241.